# De dødes tjern
De dødes tjern ("De dödas tjärn") är en norsk rysarfilm från 1958 i regi av Kåre Bergstrøm, med Henki Kolstad, Henny Moan, Bjørg Engh, Erling Lindahl, Georg Richter och André Bjerke i rollerna. Den handlar om en grupp människor som samlas i en stuga i skogen, där de dras in i ett mordmysterium som tycks kretsa kring en lokal spöklegend. Filmen bygger på romanen De dödas tjärn av André Bjerke.
En bearbetning för teater uruppfördes 2012 på Oslo Nye Centraltheatret.

## Mottagande
Filmen var en stor framgång i sin samtid och hade märkbar betydelse för produktionsbolaget Norsk Film A/S.
"Norsk topp-thriller", skrev anmälaren i Verdens Gang 1958 och gav filmen fem stjärnor. Recensenten tyckte att filmen hade lyckats väl i sin förvandling från bok till film.
År 1998 utsågs De dødes tjern till Norges fjärde bästa film någonsin i en stor kritikeromröstning i tidningen Dagbladet.
De dødes tjern är en av ytterst få norska skräckfilmer och anses idag vara en av norsk films klassiker.

## Medverkande
- André Bjerke som Jon Mørk
- Bjørg Engh som Sonja, Bernhards fru
- Henki Kolstad som Bernhard Borge
- Per Lillo-Stenberg som Bjørn Werner, Liljans bror
- Erling Lindahl som Kai Bugge, psykolog
- Henny Moan som Liljan Werner
- Øyvind Øyen som Magne Bråten, polis
- Georg Richter som Harald Gran
- Leif Sommerstad som Tore Gråvik, gengångare
- Inger Teien som Eva, Bjørns väninna